# Алиев, Абдулмалик
Абдулмалик Алиев — узбекистанский борец греко-римского стиля. Призёр чемпионатов Азии.

## Спортивная карьера
В 2005 году занял 4 место на чемпионате Азии среди юниоров. В 2006 году стал бронзовым призёром чемпионата Азии в Алма-Ате. В том же году во второй раз стал бронзовым призёром юниорского чемпионата Азии. В 2008 году в южнокорейском Чеджу вновь стал бронзовым призёром чемпионата Азии.

## Спортивные результаты
- Чемпионат Азии среди юниоров 2005 — 4;
- Чемпионат Азии по борьбе 2006 — ;
- Чемпионат Азии среди юниоров 2006 — ;
- Чемпионат Азии по борьбе 2007 — 8;
- Чемпионат Азии по борьбе 2008 — ;